# Unbinili
Unbinili (tên quốc tế: unbinilium; còn được gọi là eka-radi) là tên gọi tạm thời cho nguyên tố hóa học giả thiết thứ 120 trong bảng tuần hoàn, có ký hiệu tạm thời là Ubn và có số nguyên tử 120. Vì unbinili được xếp vào nhóm kim loại kiềm thổ nên nó có thể có tính chất tương tự như radi hoặc bari.
Những cố gắng để tổng hợp nguyên tố này bằng các phản ứng ở mức năng lượng kích thích thấp không thành công mặc dù có những báo cáo rằng việc phân hạch hạt nhân unbinili ở mức năng lượng kích thích rất cao đã được ghi nhận thành công, cho thấy hiệu ứng lớp vỏ mạnh với số Z=120.

## Kết hợp bắn phá hạt nhân để cho ra hạt nhân Z=120
Bảng bên dưới gồm những cách kết hơp các hạt nhân trong việc bắn phá để tạo ra hạt nhân có số nguyên tử 120.
| Target | Projectile | CN     | Attempt result               |
| ------ | ---------- | ------ | ---------------------------- |
| 208Pb  | 88Sr       | 296Ubn | Phản ứng chưa được thực hiện |
| 238U   | 64Ni       | 302Ubn | Không thành công, σ < 94 fb  |
| 244Pu  | 58Fe       | 302Ubn | Không thành công, σ < 0.4 pb |
| 248Cm  | 54Cr       | 302Ubn | Không thành công             |
| 250Cm  | 54Cr       | 304Ubn | Phản ứng chưa được thực hiện |
| 249Cf  | 50Ti       | 299Ubn | Các kết quả chưa có          |
| 252Cf  | 50Ti       | 302Ubn | Phản ứng chưa được thực hiện |
| 257Fm  | 48Ca       | 305Ubn | Phản ứng chưa được thực hiện |